# Amelsen
Amelsen ist ein zur Stadt Dassel gehörendes Dorf im Landkreis Northeim in Südniedersachsen (Deutschland). Durch das Dorf fließt der Allerbach.

## Nachbarorte
Das Dorf liegt in Nachbarschaft zu Portenhagen, Vardeilsen, Markoldendorf, Deitersen und Lüthorst.

## Geschichte
Der Ort wurde bereits im Mittelalter in einer Urkunde des Klosters Corvey erwähnt. Er wurde an einem von dem Weserübergang bei Bodenwerder an die Leine führenden Weg gegründet. Der Ort lag im Suilbergau. Im Mittelalter besaß Amelsen bereits eine Kapelle. Später gehörte Amelsen zum Hochstift Hildesheim. An der Stelle der Kapelle wurde im 18. Jahrhundert die Kirche erbaut. Zur Jahrfeier des Geburtstags Martin Luthers wurde 1883 eine Linde neben der Kirche gepflanzt.
Amelsen wurde am 1. März 1974 in die Stadt Dassel eingegliedert.

## Politik

### Ortsrat
Amelsen hat einen siebenköpfigen Ortsrat, der seit der Kommunalwahl 2021 ausschließlich von Mitgliedern der "Wählergemeinschaft Amelsen" besetzt ist. Die Wahlbeteiligung lag bei 78,55 Prozent.

### Ortswappen
Das Ortswappen zeigt eine Seite von dem Kreuzstein auf grünem Grund, daneben 2 Blätter.

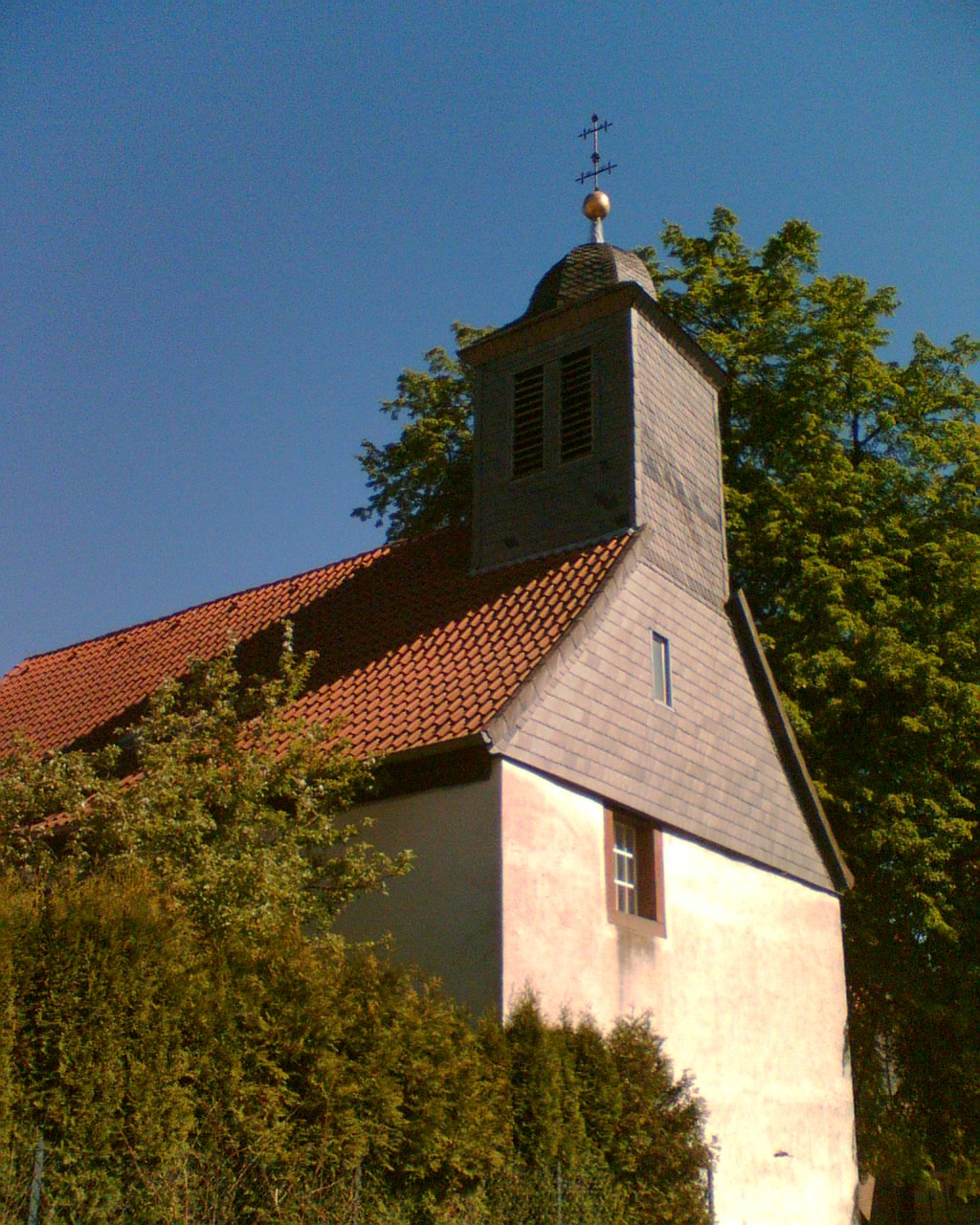
Westseite der Kirche

## Kultur und Sehenswürdigkeiten

### Vereine
Zu den Amelser Vereinen gehören die Freiwillige Feuerwehr, der Sportverein, ein Motorsportclub und ein Reitverein, der sich nach dem Schieferberg benennt, einem im Zentrum eines Dreiecks der Orte Amelsen, Markoldendorf und Vardeilsen gelegenen Flurstück.

### Kirche
Die Kirche steht unweit vom Allerbach. Es handelt sich um einen schlichten Bau aus der Zeit des Barocks, der im Jahr 1749 errichtet wurde. Der Taufstein wird der Romanik zugeordnet. Bis 1953 war er außerhalb der Kirche platziert und befindet sich seitdem im Innenraum. Die Kuppa in Pokalform auf quadratischem Fuß weist ein Band mit Motiven wie Räder und Baum auf und schließt oben mit Blattranken ab. Der im Relief dargestellte Baum wird als Symbol des Paradieses gedeutet, das ein durch ein Rad symbolisierter Cherub behütet. Die von der Werkstatt Furtwängler erbaute Orgel wurde im 20. Jahrhundert ersetzt durch Albrecht Frerichs, einen Schüler Paul Otts.

### Kreuzstein
Nahe der Kirche steht ein Kreuzstein. Auf den beiden Seiten zeigt er je ein Kreuz.